# Pseudodiabrotica metallica
Pseudodiabrotica metallica es una especie de insecto coleóptero de la familia Chrysomelidae.
Fue descrita científicamente en 1892 por Jacoby.